# Cold Spring (New York)
Cold Spring, auch genannt Cold Spring-on-Hudson, ist ein Village am Hudson River ca. 80 km nördlich von New York City im Nordosten der USA. Der Ort liegt in der Town of Philipstown im Putnam County. Im Jahr 2020 hatte Cold Spring 1.986 Einwohner.

## Geografie
Bedeutend an dem Ort ist die einmalige Lage im Hudson Valley inmitten der Hudson Highlands. Cold Spring grenzt im Westen an den Hudson River und ist umgeben vom Hudson Highlands State Park.

## Geschichte
Die ersten Siedler ließen sich im Gebiet des heutigen Cold Spring ab etwa 1730 nieder. Anfang des 19. Jahrhunderts entstand entlang des Hudson River ein Dorf, das vornehmlich vom Handel lebte. Entscheidend für den folgenden Aufschwung des Ortes war die Errichtung der nahe gelegenen Eisenhütte West Point Foundry im Jahre 1818. Hier wurden insbesondere während des Amerikanischen Bürgerkriegs Waffen und Munition für die Union Army hergestellt, sodass in der zweiten Hälfte des 19. Jahrhunderts zahlreiche Arbeitskräfte und mit ihnen weiterer Handel nach Cold Spring zogen. Mit der Schließung der Hütte im Jahre 1911 verlor auch der Ort wieder an Bedeutung. Seit den 1970er Jahren wurde Cold Spring zunehmend touristisch erschlossen.

## Persönlichkeiten
Cold Spring ist der Geburtsort von Emily Warren Roebling (1843–1903), die den Bau der Brooklyn Bridge zu Ende führte, nachdem ihr Ehemann Washington Augustus Roebling wegen einer schweren Erkrankung, die er sich im Zuge der Bauarbeiten zugezogen hatte, als Bauleiter der von seinem Vater geplanten Brücke ausfiel.
Söhne und Töchter der Stadt
- Coles Bashford (1816–1878), Jurist und Politiker
- Gouverneur Kemble Warren (1830–1882), General der US-Armee
- Emily Warren Roebling (1843–1903), Ehefrau von Washington Augustus Roebling
- Sarah Preston Monks (1846–1926), Zoologin und Pädagogin
- Antonia Maury (1866–1952), Astronomin

## Sonstiges
Cold Spring war Drehort mehrerer Filme, unter anderem „Ein Brief an drei Frauen“ von Joseph L. Mankiewicz aus dem Jahr 1949.